# Manuel Martínez Herrero
Manuel Martínez Herrero (Motilla del Palancar, Cuenca, España, 20 de septiembre de 1974) es un entrenador de fútbol español que actualmente entrena al CD Don Benito de la Segunda Federación.

## Trayectoria
Sus primeros pasos como entrenador los realizó en las categorías inferiores del Albacete Balompié. En la temporada 2014-15, dirige al Atlético Albacete de la Grupo XVIII de Tercera División.
En la temporada 2015-16, firma por el Club Deportivo Quintanar del Rey del Grupo XVIII de Tercera División.
En junio de 2016, firma como entrenador del CP Villarrobledo del Grupo XVIII de Tercera División, al que dirige durante dos temporadas.
En junio de 2019, se convierte en entrenador de la UD Socuéllamos del Grupo XVIII de Tercera División, con el consiguió el ascenso a Segunda División 'B' al término de la temporada 2019-20.
En la temporada 2020-21, dirige a la UD Socuéllamos en el Grupo IV de la Segunda División B de España. El 16 de febrero de 2021, sería destituido como entrenador de la UD Socuéllamos, siendo sustituido por Josico Moreno. 
El 25 de junio de 2021, firma por dos temporadas con la UB Conquense del Grupo XVIII de Tercera RFEF. Al término de la primera temporada, se decidiría no continuar el segundo año de contrato y Manolo quedaría libre.
El 21 de octubre de 2022, se convierte en nuevo entrenador del CD Don Benito de la Segunda División RFEF, sustituyendo a Roberto Aguirre.

## Clubes
| Club                             | País   | Año             |
| -------------------------------- | ------ | --------------- |
| Atlético Albacete                | España | 2014-2015       |
| Club Deportivo Quintanar del Rey | España | 2015-2016       |
| CP Villarrobledo                 | España | 2016-2018       |
| UD Socuéllamos                   | España | 2019-2021       |
| UB Conquense                     | España | 2021-2022       |
| CD Don Benito                    | España | 2022-Actualidad |